# دانيال سيمونز
دانيال سيمونز (بالإنجليزية: Daniel Simons)‏ هو عالم نفس أمريكي، ولد في 1969.